# Ramón Rodríguez Granada
Ramón Rodríguez Granada fue un director de arte mexicano. Diseñó los decorados de más de doscientas películas a lo largo de su carrera.

## Filmografía parcial
- Amapola del camino (1937)
- Huapango (1938)
- Secreto eterno (1942)
- Alejandra (1942)
- ¡Qué lindo es Michoacán! (1943)
- Cruel destino (1944)
- Adán, Eva y el diablo (1945)
- Rosa del Caribe (1946)
- Una mujer de Oriente (1946)
- Arsenio Lupin (1947)
- Opio (1949)
- Otoño y primavera (1949)
- No me quieras tanto (1949)
- El ángel caído (1949)
- En cada puerto un amor (1949)
- La ciudad perdida (1950)
- Mi favorita (1950)
- Cabaret Shangai (1950)
- Al son del mambo (1950)
- Salón de belleza (1951)
- Serenata en Acapulco (1951)
- Buenas noches, mi amor (1951)
- Amor perdido (1951)
- El gavilán pollero (1951)
- Los huéspedes de La Marquesa (1951)
- Mi marido (1951)
- ¡Que idiotas son los hombres! (1951)
- El fronterizo (1952)
- La justicia del lobo (1952)
- El lobo solitario (1952)
- Vuelve el lobo (1952)
- Delirio tropical (1952)
- El mariachi desconocido (1953)
- Mis tres viudas alegres (1953)
- As negro (1954)